# Cereblon
Cereblon é uma proteína que ocorre em humanos codificada pelo gene CRBN.
Está envolvida no processo que causa má formação dos fetos quando a mãe utiliza talidomida.

## Leitura de apoio
- Higgins JJ, Rosen DR, Loveless JM,;  et al. (2000). «A gene for nonsyndromic mental retardation maps to chromosome 3p25-pter.». Neurology. 55 (3): 335–40. PMID 10932263
- Ota T, Suzuki Y, Nishikawa T,;  et al. (2004). «Complete sequencing and characterization of 21,243 full-length human cDNAs.». Nat. Genet. 36 (1): 40–5. PMID 14702039. doi:10.1038/ng1285
- Xin W, Xiaohua N, Peilin C,;  et al. (2008). «Primary function analysis of human mental retardation related gene CRBN.». Mol. Biol. Rep. 35 (2): 251–6. PMID 17380424. doi:10.1007/s11033-007-9077-3
- Hu RM, Han ZG, Song HD,;  et al. (2000). «Gene expression profiling in the human hypothalamus-pituitary-adrenal axis and full-length cDNA cloning.». Proc. Natl. Acad. Sci. U.S.A. 97 (17): 9543–8. PMC 16901. PMID 10931946. doi:10.1073/pnas.160270997
- Sowa ME, Bennett EJ, Gygi SP, Harper JW (2009). «Defining the human deubiquitinating enzyme interaction landscape.». Cell. 138 (2): 389–403. PMC 2716422. PMID 19615732. doi:10.1016/j.cell.2009.04.042